# 21 (liczba)
21 (dwadzieścia jeden) – liczba naturalna następująca po 20 i poprzedzająca 22.
Warunek podzielności zapisanej w systemie dziesiętnym liczby przez 21 to, aby była podzielna zarówno przez 3, jak i przez 7.
21 to też tak zwane oczko.

## 21 w nauce
- liczba atomowa skandu
- obiekt na niebie Messier 21
- galaktyka NGC 21
- planetoida (21) Lutetia

## 21 w kalendarzu
21. dniem w roku jest 21 stycznia. Zobacz też co wydarzyło się w 21 roku n.e.